# Entephria flavopriva
Entephria flavopriva är en fjärilsart som beskrevs av Karl Schawerda 1924. Entephria flavopriva ingår i släktet Entephria och familjen mätare. Inga underarter finns listade i Catalogue of Life.